# Medasina tephrosiaria
Medasina tephrosiaria är en fjärilsart som beskrevs av W. Warren 1896. Medasina tephrosiaria ingår i släktet Medasina och familjen mätare. Inga underarter finns listade i Catalogue of Life.